# Ихтриц, Рудольф фон
Рудольф Карл Фридрих фон Ихтриц (нем. Rudolf Karl Friedrich von Uechtritz, 31 декабря 1838 — 21 ноября 1886) — немецкий ботаник.

## Имя
В различных источниках встречаются разные формы записи имени Ихтрица:
- нем. Rudolf Carl Friedrich von Uechtritz[1],
- нем. Rudolf von Uechtritz[3],
- нем. Rudolph von Uechtritz[3].

## Биография
Рудольф Карл Фридрих фон Ихтриц родился в Бреслау 31 декабря 1838 года. Он был сыном умершего в 1851 году барона Макса фона Ихтрица, который был известен энтомологическими и ботаническими исследованиями и привил интерес к естественнонаучным исследованиям своему сыну.
С 1849 по 1857 год Ихтриц учился в Maria-Magdalenen-Gymnasium в Бреслау. После окончания школы он учился с 1858 по 1863 год во Вроцлавском университете у Генриха Гепперта и Фердинанда Юлиуса Кона. Его исследования были изначально направлены на систематику и географию растений, особенно на изучение местной флоры.
Рудольф Карл Фридрих фон Ихтриц умер в Бреслау 21 ноября 1886 года.

## Научная деятельность
Рудольф Карл Фридрих фон Ихтриц специализировался на семенных растениях.

## Почести
Род растений Uechtritzia Freyn семейства Астровые был назван в его честь.